# Azzurra malinconia
Azzurra malinconia è un album di Toto Cutugno pubblicato nel 1986.

## Tracce
Testi e musiche di Toto Cutugno.
1. Anna – 3:55
2. Azzurra malinconia – 4:27
3. Una donna come te – 4:10
4. Mi piacerebbe (andare al mare di lunedì o giù di lì) – 4:32
5. Il cielo – 4:32
6. C'est Venice – 4:17
7. Buonanotte – 4:41
8. Come mai? – 3:46
9. Vivo – 4:20
10. Mademoiselle ca va – 4:14

## Formazione
- Toto Cutugno – voce, chitarra, tastiera, pianoforte, sax
- Ronnie Jackson – chitarra, basso
- Paolo Steffan – tastiera, chitarra, basso
- Lele Melotti – batteria
- Roberto Barone – basso, cori
- Moreno Ferrara – chitarra, cori
- Gigi Cappellotto – basso
- Alfredo Golino – batteria
- Maurizio Preti – percussioni
- Gustavo Bregoli – tromba
- Sergio Errico – tromba
- Moreno Fassi – trombone
- Angelo Rolando – trombone
- Pinuccio Angelillo – sax
- Claudio Pascoli – sax
- Livio Macchia, Paola Orlandi, Lalla Francia,  Vincenzo Draghi, Franco Fasano, Silvano Fossati,  Marco Ferradini, Silvio Pozzoli – cori